# Arma di cavalleria

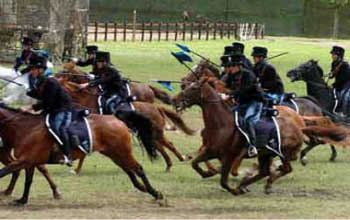
Carica di Cavalleria dei Lancieri di Montebello (8°)

La Cavalleria è una delle armi combattenti dell'Esercito Italiano. Oggi è completamente blindo-corazzata. Dal 1º luglio 1999 in quest’Arma sono confluiti anche i reggimenti del corpo dei "carristi", autonomo dal 1919 al 1936 (quando esso era costituito dalle specialità "carri d'assalto" e "autoblindomitragliatrici") e poi divenuto specialità dell'Arma di Fanteria fino al 1999. A partire proprio dal 1919, fu la specialità carristi a dare l'impulso al processo che porterà alla meccanizzazione di tutte le armi dell'Esercito Italiano. Furono i carristi ad aprire la strada per il passaggio ostacolato da moltissime remore "dal cavallo al carro armato" di tutti i reggimenti tradizionalmente appartenuti all'Arma di Cavalleria, ostinatamente legati ancora per tradizione all'uso esclusivo dei cavalli con i quali si lanciarono al galoppo in cariche disperate, addirittura fino al tardo 1943. Le origini delle unità a cavallo italiane risalgono ai reparti di cavalleria istituiti dal duca Vittorio Amedeo II di Savoia nel 1692, nel quadro di un tentativo di resistenza alla pressione politica e militare delle potenze europee (specialmente di Francia e Austria), attraverso la diffusione della lingua italiana, al posto del francese usato fino ad allora nel Ducato del Piemonte, e la formazione di reggimenti nelle forze armate. Lo spazio espositivo più importante che conserva cimeli della cavalleria italiana è il museo storico dell'Arma di cavalleria di Pinerolo, nella città metropolitana di Torino. I cimeli della specialità carristi, un tempo custoditi presso il Museo della Fanteria in Roma, sono stati invece incomprensibilmente distolti da quella sede e, al momento, sono custoditi presso la sede della presidenza dell'Associazione Nazionale Carristi d'Italia.
Nel 1921, riunendo nuclei di Cavalieri in congedo già attivi dai primi del novecento, viene creata a Milano l'Associazione Nazionale Arma di Cavalleria.
Essa come le altre associazioni d'arma, si pone come custode e depositaria, degli usi, della storia e delle tradizioni dell'Arma di Cavalleria. Le tradizioni della specialità carristi vengono invece custodite e tramandate dalla citata Associazione Nazionale Carristi d’Italia fondata nel 1952 a Roma da coloro che erano stati i pionieri della specialità tra il 1918 e il 1927. Molti mezzi corazzati avuti negli anni in dotazione dalla specialità carristi sono conservati presso il Museo della Motorizzazione (Roma), la collezione del 31º Reggimento carri (ora in custodia al Reggimento "Nizza cavalleria" a Bellinzago N.), i reggimenti della specialità (Cordenons, Persano, Tauriano, Teulada), la collezione della Scuola di Carrismo (ora in custodia alla Scuola di Cavalleria a Lecce), al comando della 132ª Brigata Corazzata Ariete (Pordenone). Moltissimi altri veicoli corazzati d'epoca risultano temporaneamente affidati dall'Esercito a collezionisti privati in attesa che la Forza Armata decida di valorizzare questo immenso patrimonio storico ora disperso in innumerevoli sedi per accentrarlo e ordinarlo in un'unica sede garantendone il recupero e la conservazione.

## Storia

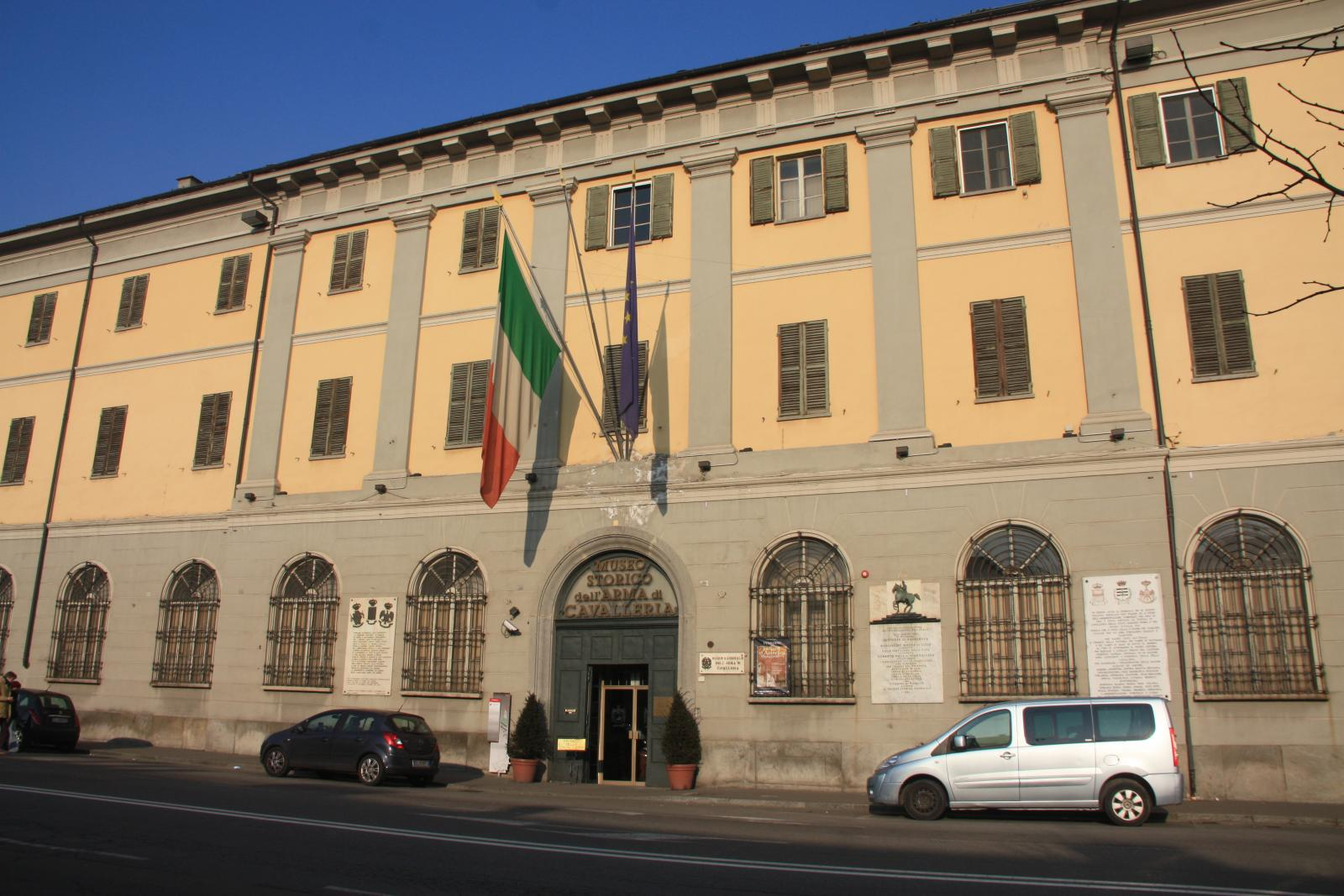
Il museo storico dell'Arma di cavalleria di Pinerolo

### Nell'Italia preunitaria
I primi reggimenti di cavalleria sono i dragoni, costituiti tra il 1683 e il 1690, con la trasformazione delle vecchie compagnie di archibugieri a cavallo. I dragoni però non sono ancora una cavalleria vera e propria, ma piuttosto reparti di fanteria montati a cavallo. La cavalleria vera e propria viene istituita nel 1692, reclutata per quote con servizio obbligatorio di due anni.
Le origini della cavalleria italiana risalgono al 1569, con l'istituzione della Cavalleria feudale su "Squadrone di Piemonte" e "Squadrone di Savoia". Nel 1570 vennero formate 6 compagnie di Milizia paesana a cavallo e nel 1571 altre 6 compagnie di Milizia paesana a cavallo.
Nel 1618 erano in servizio, nella Milizia paesana, 12 compagnie cavalli leggeri e 4 compagnie archibugieri a cavallo. Nel 1630 venne istituita la Cavalleria di Stato con le 16 compagnie di Milizia paesana a cavallo e venne istituita la Cavalleria di Savoia con lo "Squadrone di Savoia" su 13 compagnie, mentre venne disciolto lo "Squadrone di Piemonte". Nel 1675 la Cavalleria d'ordinanza in Piemonte era costituita da 4 compagnie corazze e 4 compagnie gendarmi e la Cavalleria d'ordinanza in Savoia era costituita da 4 compagnie corazze e 2 compagnie dragoni.
Il primo reggimento d'ordinanza di cavalleria venne costituito il 26 gennaio 1683 in seguito ad un accordo tra il duca Vittorio Amedeo II e il conte Giuseppe Maria Manfredo Scaglia di Verrua con la denominazione di "Dragoni di Verrua" o "Dragons Bleu", dal colore dell'uniforme. Nel corso dello stesso anno vennero costituiti i Reggimenti d'ordinanza "Dragoni di Madama Reale" e "Corazze Piemonte" con le 4 compagnie corazze esistenti. con gli ultimi due Reggimenti d'ordinanza disciolti nel 1685. Il 7 ottobre 1689 venne costituito il Reggimento d'ordinanza "Dragoni di Chaumont", poi rinominato "Dragoni del Genevois" e il 4 luglio 1690 il Reggimento d'ordinanza "Dragons Jaunes", denominazione che traeva origine dal colore del vestito poi rinominato "Dragoni di Piemonte", costituito in seguito ad un accordo tra il duca Vittorio Amedeo II e il conte Bonifacio Antonio Solaro di Macello. Nel 1691 vennero disciolti Cavalleria di Stato e Cavalleria di Savoia, mentre dallo "Squadrone di Piemonte", prima del suo definitivo scioglimento vennero formati i reggimenti d'ordinanza "Cavaglià" e "None", che nel 1692 hanno assunto rispettivamente la denominazione di "Piemonte Reale" e "Savoia".
Il battesimo del fuoco della cavalleria sabauda avvenne durante le guerre di tra la fine del seicento e l'inizio del settecento. Nel corso della Guerra della Grande Alleanza l'episodio più significativo in cui venne coinvolta la cavalleria sabauda è stato la Battaglia della Marsaglia del 1693, combattuta dall'Esercito sabaudo contro le truppe francesi al comando del generale Catinat, in cui i "Dragoni blu" si distinsero per impeto e coraggio, intervenendo prima contro la Gendarmerie, poi con una celebre carica, quando gli alleati caddero sotto la pressione francese, rallentando l'inseguimento nemico ed attenuando così gli effetti della sconfitta. Successivamente nella Guerra di successione spagnola, durante l'assedio di Torino del 1706, la cavalleria sabauda venne guidata personalmente dal duca di Savoia Vittorio Amedeo II, sconfiggendo i francesi nel combattimento di Madonna di Campagna, nel corso del quale Vittorio Amedeo II suggellò con una celebre frase il legame con il suo Reggimento quando chiamò alla carica al grido "A’ moi, mes Dragons!"; in seguito a questo fatto d'armi il Reggimento "Dragons Bleu" assunse la denominazione di "Dragoni di S.A.R." (Sua Altezza Reale) per poi assumere nel 1713 quella di "Dragoni del Re". Al termine della guerra di successione spagnola con il Trattato di Utrecht il Ducato di Savoia ha acquisito il Regno di Sicilia.
Nel 1718 il reggimento "Dragoni di Piemonte" dislocato in Sicilia ha combattuto nel corso della guerra contro la Spagna, conclusa con la cessione da parte del Duca di Savoia del Regno di Sicilia in cambio del titolo di Re di Sardegna.
La cavalleria sabauda si distingue quindi nella battaglia di Guastalla combattuta il 19 settembre 1734 nell'ambito della guerra di successione polacca e nella guerra di successione austriaca, nel corso della quale nella battaglia del Tidone presso Piacenza il 10 agosto 1746 il Reggimento "Dragoni del Re" riportò una vittoria sulla cavalleria austriaca conquistando due Stendardi, quello del reggimento "Lusitania" e quello del reggimento "Dauphin".
Nel 1751 nel Regno di Sardegna erano in servizio due Reggimenti Cavalleria ("Piemonte Reale" e "Savoia" su 10 compagnie), quattro Reggimenti Dragoni ("Dragoni die  Sua Maestà", "Dragoni del Génévois", "Dragoni di Piemonte" e "Dragoni della Regina" su 10 compagnie) e un Reggimento Dragoni, i "Dragoni leggeri di Sardegna" su 4 compagnie, che nel 1764 venne ridotto a 2 sole compagnie.
Nel 1774 i sei reggimenti in terra ferma cedono ogniuno 2 compagnie per formare due nuovi reggimenti: Reggimento "Dragoni del Chiablese" e il Reggimento Cavalleria "Aosta".
Dopo aver combattuto con successo nelle guerre di successione della prima metà del Settecento, con l'annessione del Piemonte alla Francia napoleonica la cavalleria viene sciolta e parte del suo personale va a costituire due reggimenti della cavalleria francese.
Con la restaurazione del 1814 si ricostituisce la cavalleria sabauda (2 reggimenti di dragoni, 2 di cavalleria e 2 di cavalleggeri), portata a nove reggimenti nel 1850 che vengono suddivisi in cavalleria di linea (Nizza, Piemonte, Savoia e Genova Cavalleria) e cavalleria leggera (cinque reggimenti di cavalleggeri).

### Nel regno d’Italia

Ufficiali del 4º reggimento Genova Cavalleria

Uniforme da ufficiale del 1915: Capitano Augusto Moroder, 5° Lancieri di Novara

Nel 1860 con l'unità d'Italia i reggimenti assommano a 17, cinque dei quali verranno impiegati nella presa di Roma nel 1870. Aggregata alla cavalleria sabauda c'è anche la formazione delle Guide a cavallo di Garibaldi, attiva dal 1859 al 1866.
Verso la fine dell'Ottocento nel Regio esercito si formano anche reparti di cavalleria coloniale, prima in Eritrea e dopo il 1912 anche in Libia (formazioni di meharisti, spahi e savari).
Alla vigilia della prima guerra mondiale la cavalleria italiana raggiunge il massimo numero di reggimenti, 30 (12 tra cavalieri, dragoni e lancieri; 18 cavalleggeri). A dire il vero l'esordio delle prime pattuglie a cavallo nelle operazioni offensive contro l'Austria-Ungheria avviate nel maggio 1915 non è dei migliori. Ben presto il carattere assunto dalla la guerra per l'affermazione del binomio reticolato-mitragliatrice pone limiti invalicabili all'azione delle cavallerie che nella guerra di posizione non troveranno la libertà di muoversi che aveva un tempo. Le sue divisioni verranno pertanto quasi tutte tenute nelle guarnigioni delle grandi città del nord, nelle profonde retrovie, con compiti prevalentemente di ordine pubblico e di controllo delle zone periferiche alla zona di combattimento; una parte dei reggimenti verrà appiedata e una gran parte degli ufficiali trasferito ad altre armi/specialità per colmare i vuoti organici dei reggimenti di artiglieria, per la costituzione dei reparti mitraglieri, e della nascente aviazione, nella quale si distinse, fra gli altri, il maggiore Francesco Baracca). Nel 1917, però, con la ritirata di Caporetto la cavalleria viene rimessa a cavallo per proteggere le stremate Brigate di Fanteria in ripiegamento spinte dalla potente offensiva austriaca, compito che le freschissime 1ª e 2ª divisione di cavalleria, richiamate dalle retrovie, concorreranno ad assolvere partecipando, unite ad alcune Brigate di fanteria (in primis la "Bergamo" e i "Granatieri di Sardegna") tenacemente attestate sui capisaldi davanti al fiume Tagliamento, in due importanti combattimenti. Il primo, detto del Tagliamento, e il secondo, il 30 ottobre, a Pozzuolo del Friuli dove la 2ª Divisione riscatta le incertezze messe in luce dai due reggimenti della 1ª divisione (Monferrato e Roma) e i suoi due reggimenti (Genova e Novara) perdono circa metà dei loro circa 1000 cavalieri a fronte dei 2500 fanti lì lasciati dai due reggimenti (25° e 26°) della Brigata di fanteria "Bergamo". Nel 1918, le unità di cavalleria contribuiscono alla difesa della linea del Piave e nella successiva fase controffensiva caricano a San Pietro Novello, presso Monastier, guidate dal Conte Gino Augusti dei Lancieri di Milano, azione prologo della più ampia e risolutiva riscossa di Vittorio Veneto.
Dopo la guerra, la cavalleria viene ridotta a 12 reggimenti, ostinatamente mantenuti tutti ancora a cavallo. Nel 1933, a diciassette anni di distanza dai fatti di Pozzuolo del Friuli viene concessa all'Arma la Medaglia d'Oro al Valor Militare. Dal 1934, nel tentativo sfortunato di replicare l'esperienza maturata dalla fanteria a partire dal 1927 col Reggimento carri armati, l'arma di cavalleria, instradata sulla via della meccanizzazione dal giovane Reggimento Carri Armati, tenta di sostituire il cavallo con il mezzo meccanico. Il tentativo viene affidato al 19º reggimento "cavalleggeri Guide", l'unità meno anziana nell'ordine di battaglia della cavalleria in quell'anno (al comando del Col. Gervasio Bitossi). Per un solo un biennio, tale reggimento assume quindi il ruolo di reggimento scuola "carri veloci" (si trattava dei celebri carri L 3) e forma un esiguo numero di gruppi squadroni carri veloci destinati ad essere inquadrati come reparti autonomi, non legati perciò ad alcun reggimento di cavalleria- nelle divisioni celeri del Regio Esercito. L'opera svolta nel 1934-36 dal Reggimento si concretò nella costituzione dei seguenti reparti carri:
- I gruppo squadroni carri veloci “San Giorgio”;
- II gruppo squadroni carri veloci “San Marco”;
- III gruppo squadroni carri veloci “San Martino” (divenuto poi “San Giusto”);

tutti costituiti nel corso del 1934, tutti su quattro squadroni, (61 carri ciascuno) assegnati alle Divisioni celeri e dotati di mostreggiatura propria (fiamme bianche a due punte su panno celeste);
- IV gruppo squadroni carri veloci “Duca degli Abruzzi” (impiegato nella guerra italo-etiopica);
- V gruppo squadroni carri veloci "Baldissera" (mobilitato però dal Reggimento Carri Armati, sempre per la guerra italo-etiopica);
- uno squadrone carri veloci (di 15 carri ciascuno) per ognuno dei reggimenti “Nizza”, “Aosta”, “Alessandria”, “Piemonte Reale”, “Vittorio Emanuele II”, “Savoia”, “Novara”, “Firenze”, “Saluzzo” e “Guide” (tali squadroni verranno tutti disciolti già nel 1938).

Nel 1937, mutuando quanto era avvenuto l'anno prima nell'Arma di Fanteria, viene costituito il comando del 1º Reggimento "cavalleria carrista" che avrebbe dovuto inquadrare i tre gruppi squadroni "San Giorgio, San Marco e San Giusto". Tale unità tuttavia ha vita effimera, i citati gruppi restano alle dipendenze di altrettante divisioni celeri e la prima unità a livello reggimentale di quella che nell'intenzione dell'ordinatore avrebbe dovuto diventare la quarta specialità dell'arma di cavalleria viene inopinatamente soppresso nel 1938.
Nel ventennio tra le due guerre non si arriverà mai alla completa meccanizzazione dell'arma che, assillata dal culto del proprio passato, al momento dello scoppio del conflitto aveva rigettato il tentativo del Colonnello Bitossi ed era tornata praticamente tutta "a cavallo", eccezion fatta per uno sparuto numero di gruppi squadroni carri leggeri. 
Nel corso del conflitto vennero mobilitati dai depositi reggimentali alcuni gruppi squadroni corazzati che operarono autonomamente, distaccati dai rispettivi reggimenti, nei vari teatri di guerra.
Per vedere un reggimento di cavalleria organico interamente montato su carri armati medi, con organico idoneo all'impiego per la guerra corazzata e con adeguato potenziale controcarri, si dovrà attendere fino al tardo 1943 (Lancieri di Vittorio Emanuele II). Nel frattempo, la specialità carristi della Fanteria aveva ormai messo in linea e speso sui campi di battaglia del Nord Africa, ben 18 battaglioni carri medi (l'equivalente di 6 reggimenti ternari!), i giochi nello scacchiere africano erano ormai conclusi, la penisola ormai invasa dagli anglo-americani e si era prossimi all'Armistizio. La vita di questa unità durò solo poche settimane.
Per le vicende storiche dei carristi, dal 1999 organicamente inclusi nell'arma di cavalleria, e il peso determinante che questo corpo per lungo tempo appartenuto alla nostra fanteria ebbe nel processo di meccanizzazione dell’Esercito Italiano, arma di cavalleria compresa, si legga la corrispondente pagina wikipedia.
Per l'intera durata della seconda guerra mondiale i reparti della cavalleria saranno quindi per la quasi totalità a cavallo, e solo in minima parte moto-meccanizzati (blindo della serie AB 41 e 42) e corazzati (con carri L 3 e L6 e solo dal 1943 anche su carri M 15/42 e derivati), per questa loro natura i reggimenti a cavallo saranno impiegati nei teatri di guerra dove potranno esprimere la loro mobilità tattica, con qualche lieve vantaggio rispetto alle fanterie appiedate (non soltanto alpini): nelle difficilissime condizioni ambientali della campagna italiana di Russia e nei Balcani dove avranno un ruolo in qualche misura utile nelle attività antiguerriglia e di controllo dei territori occupati.
Le ultime cariche della storia della cavalleria mondiale si svolgeranno, a Isbuscenskij (Russia, agosto 1942) da parte del reggimento Savoia Cavalleria (3°); nei dintorni dell'abitato di Jagodnij il 22 agosto 1942 da parte del Reggimento Lancieri di Novara e a Poloj (Iugoslavia, ottobre 1942) da parte del reggimento Cavalleggeri di Alessandria (14°). Si tratta di azioni dal sapore ottocentesco, sicuramente eroiche e gloriose per chi vi partecipò. Tuttavia, il loro valore operativo fu esclusivamente tattico, portata locale e inevitabilmente effimera. Dal punto di vista meramente operativo non possono certo essere ascritti a vanto di un'Arma rivelatasi incapace di guardare al futuro nei 20 anni tra le due guerre mondiali e impreparata al combattimento moderno.
I reggimenti di cavalleria che sulla scia degli eventi riuscirono ad essere interamente meccanizzati furono soltanto: il reggimento cavalleggeri di Lodi (14°), impiegato nei primi mesi del 1943 in Tunisia parallelamente a 6 battaglioni carri medi della specialità carristi (di tipo misto, cioè anche dotati di semoventi M 40 da 75/18) e semoventi L 40 da 47/32 della divisione corazzata "Centauro"; i reggimenti Lancieri di Vittorio Emanuele II (10°), Lancieri di Lucca (16°) (tuttavia quest'ultimo in versione motorizzata e solo parzialmente corazzato) che, insieme al reggimento Lancieri di Montebello (8°), furono riuniti nella divisione corazzata "Ariete II" (135^) sorta sul territorio nazionale sulle ceneri della prima (132^), che dopo aver combattuto per circa 2 anni e mezzo in Africa Settentrionale, si immolò ad El Alamein, nell'inverno del 1942. 
L'8 settembre del 1943 tali reggimenti avevano da poco ultimato il loro approntamento e si trovavano schierati attorno alla Capitale completi negli organici ma con dotazioni incomplete di munizioni e a corto di carburante. Qui furono colti dall'annuncio dell'armistizio. In quei convulsi frangenti, il reggimento Lancieri di Montebello, fu tra tutti quelli dell'Ariete II il più reattivo ed agguerrito, distinguendosi dal 9 al 10 settembre 1943, insieme al 4º reggimento carristi e ai granatieri, nel tentativo di difesa della Capitale contro i tedeschi. Il reggimento guadagnò una medaglia d'oro al valor militare, mentre l'apporto delle altri due unità fu compromesso dalla scarsità di munizioni e carburante.
Dopo gli eventi dell'8 settembre 1943 anche molti uomini delle unità di cavalleria si unirono alle organizzazioni della Resistenza combattendo i nazisti oltre che a servire nei reparti dell'esercito cobelligerante italiano.

### Nella Repubblica
Negli anni del dopoguerra e in tempi più recenti, la cavalleria, viene completamente meccanizzata. Nel lungo periodo della guerra fredda alcune unità vengono equipaggiate nel tempo con carri armati M3, M4, M26, M47 e Leopard 1; altre con autoblindo di fabbricazione USA e poi con veicoli tipici della fanteria (M 113 e derivati), assumono di fatto per molti anni l'organico e i compiti delle unità di fanteria meccanizzata. Il personale delle unità su carri armati viene formato presso la Scuola Truppe Corazzate (Caserta e poi Lecce), mentre quello delle unità meccanizzate presso la Scuola di Fanteria e Cavalleria (Cesano). A partire dal 1990 tutti i reggimenti di cavalleria (di linea) sono equipaggiati con autoblindo Centauro e assumono l'organico e il ruolo tipico che le contraddistingue ancora oggi. Viene ricostituita la Scuola di Cavalleria (Montelibretti) che diventa custode della Bandiera dell'Arma concessa per decreto 23 marzo 1982. I reggimenti partecipano a numerose missioni militari all'estero (Libano, Somalia, Bosnia, Kosovo, Albania, Macedonia, Iraq, Afghanistan).
Il 1º giugno 1999 segna la data di riforma dell'Arma: i reggimenti "dragoni", "cavalleggeri" e "lancieri", pur conservando le loro denominazioni tradizionali, vengono riuniti nella specialità "cavalleria di linea" e nel contempo i reggimenti della specialità "carristi", anch'essi mantenendo integre le denominazioni e le proprie tradizioni, transitano dall'arma di fanteria - cui erano appartenuti dal 1927 a quella di cavalleria. Tutto il personale dell'Arma viene formato dalla Scuola di Cavalleria (Lecce) sorta per trasformazione della Scuola di Carrismo. Presso la sede di Montelibretti viene mantenuto il centro addestramento ippico. In attuazione della legge nº 276 del 2 agosto 1999, l'Arma e tutti i suoi reggimenti adottano, insieme ai reggimenti dell'Aviazione dell'Esercito e al Reggimento artiglieria a cavallo, lo Stendardo in sostituzione della Bandiera di Guerra ripristinando un'antica tradizione che fino al 1946 vedeva tale tipologia di vessillo assegnata a tutte le unità a cavallo e motorizzate delle varie armi dell'Esercito.

## Specialità d'Arma
- Cavalleria di Linea (a sua volta suddivisa in sotto-specialità tradizionali che oggigiorno non si differenziano l'una dalle altre, tutte impiegate per l'esplorazione a bordo di veicoli blindati su ruote)
  - Dragoni
  - Cavalleggeri
  - Lancieri
- Carristi (unici ad operare su carri armati, su cingolo)

## Reggimenti di Cavalleria attualmente in vita (2020)

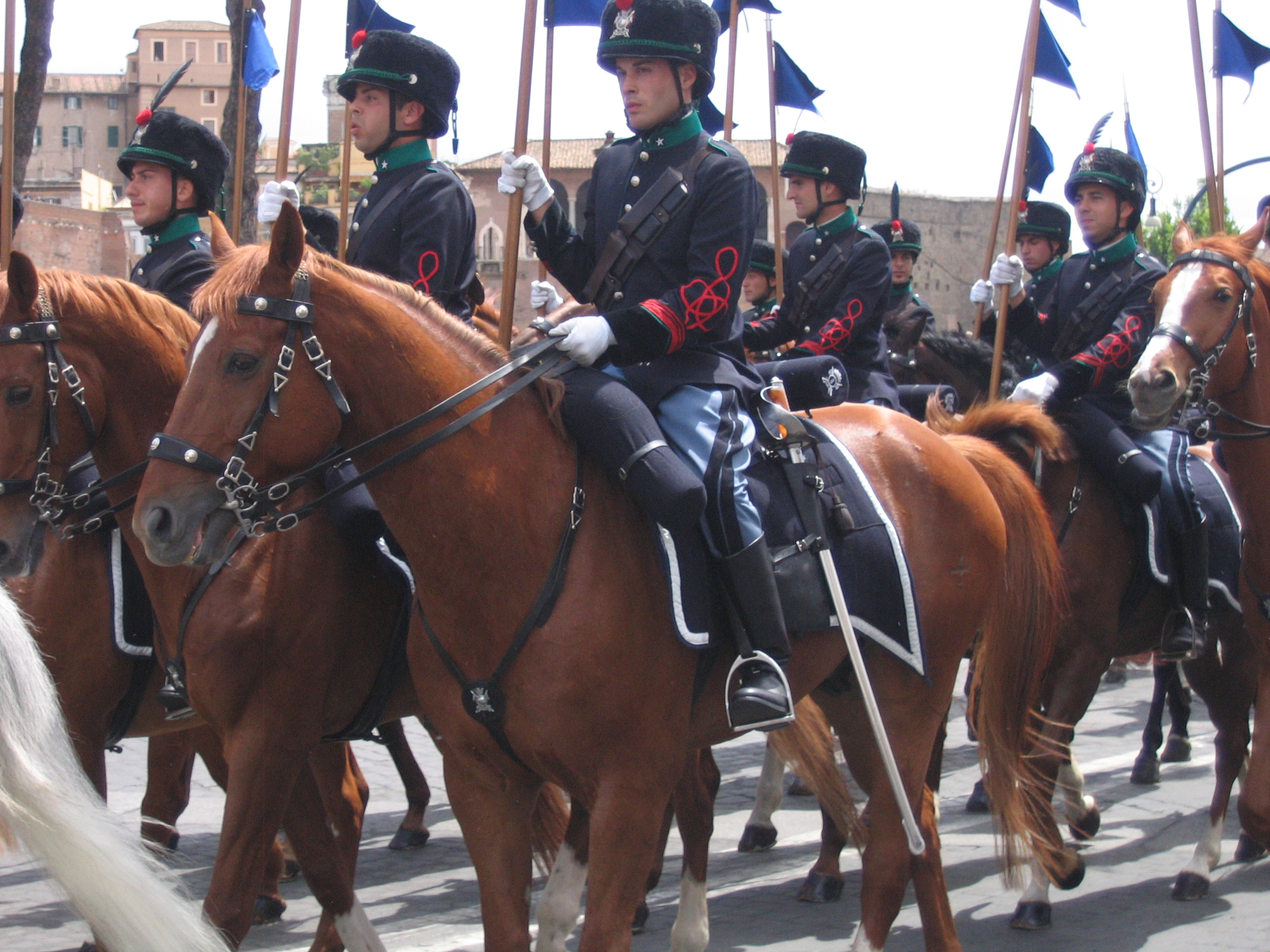
I Lancieri di Montebello a Roma

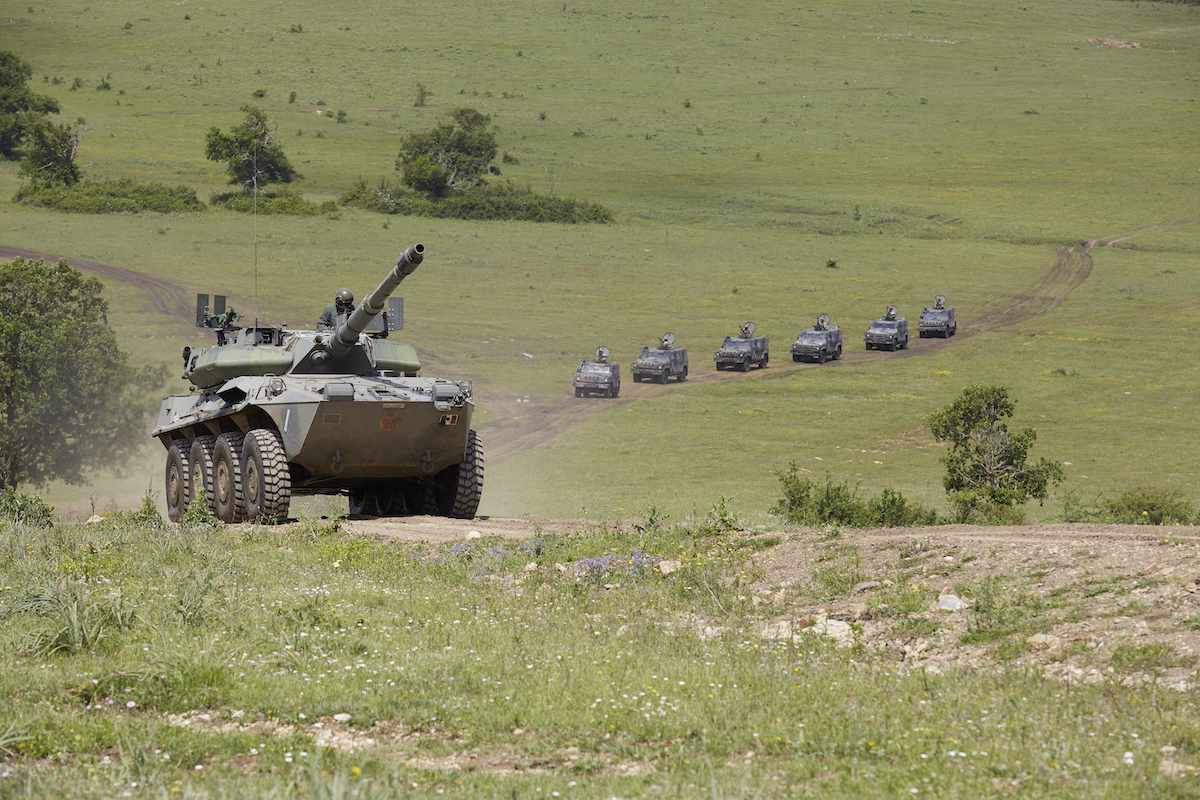
I Lancieri di Montebello durante un'esercitazione a Monte Romano 2019

- Cavalleria di Linea - Dragoni:
  -  Reggimento "Nizza Cavalleria" (1º), a Bellinzago Novarese (NO)
  -  Reggimento "Piemonte Cavalleria" (2º), a Trieste
  -  Reggimento "Savoia Cavalleria" (3º), a Grosseto
  -  Reggimento "Genova Cavalleria" (4º), a Palmanova (UD)
- Cavalleria di Linea - Lancieri:
  -  Reggimento "Lancieri di Novara" (5º), a Codroipo (UD)
  -  Reggimento "Lancieri di Aosta" (6º), a Palermo
  -  Reggimento "Lancieri di Montebello" (8º), a Roma
- Cavalleria di Linea - Cavalleggeri:
  -  Reggimento "Cavalleggeri di Lodi" (15º), a Lecce
  -  Reggimento "Cavalleggeri Guide" (19º), a Salerno
  -  Reparto Comando e Supporti Tattici "Cavalleggeri di Treviso" (28º), a Gorizia
- Carristi:
  -  1º Reggimento corazzato, a Teulada (SU) unità pluriarma con compiti peculiari.
  -  4º Reggimento carri, a Persano (SA)
  -  32º Reggimento carri, a Tauriano (PN)
  -  132º Reggimento carri, a Cordenons (PN)
  -  7º Reparto Comando e Supporti Tattici carri "M.O. Di Dio", a Pordenone

Mostreggiature dei reggimenti attualmente in vita:

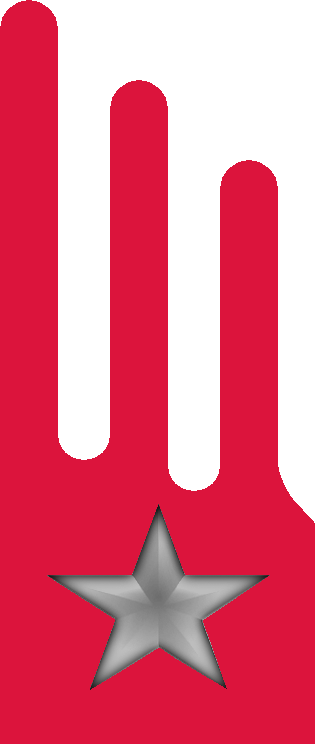
Nizza Cavalleria (1º)
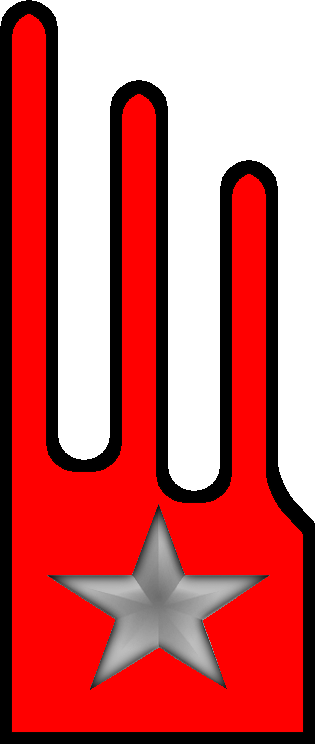
Piemonte Cavalleria (2º)
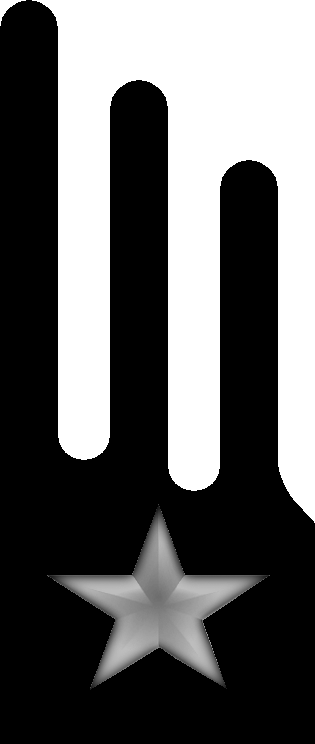
Savoia Cavalleria (3º)
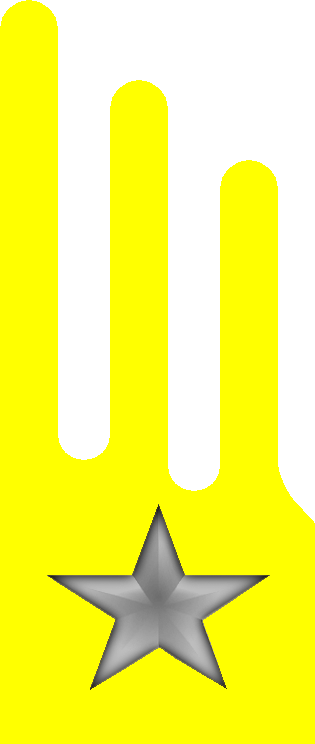
Genova Cavalleria (4º)
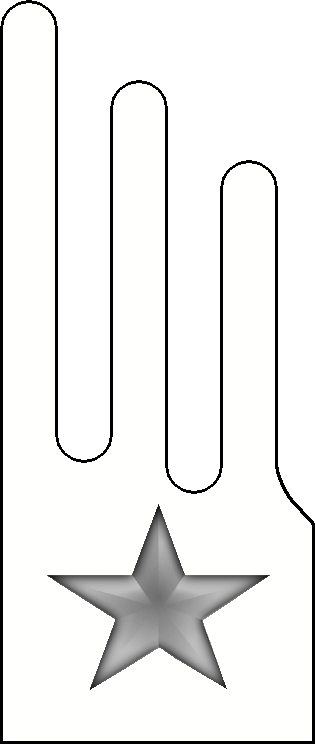
Lancieri di Novara (5º)
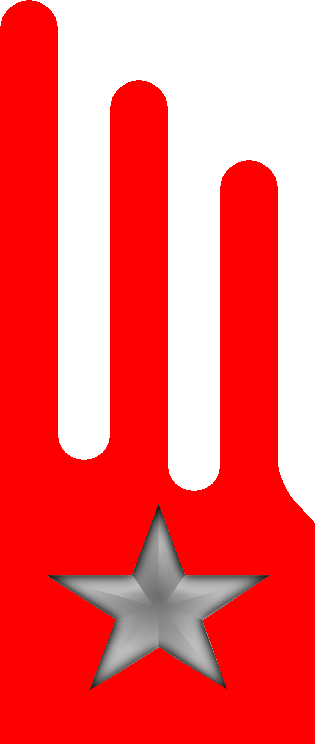
Lancieri di Aosta (6º)
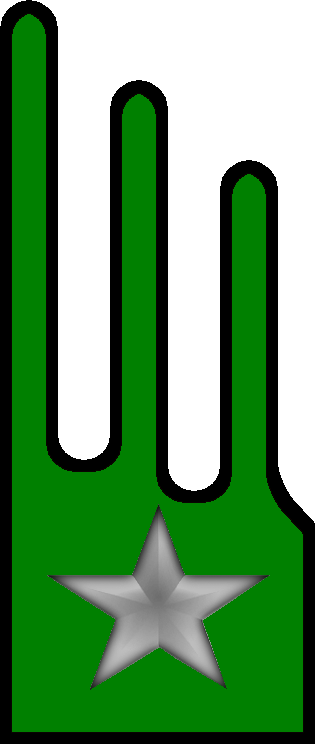
Lancieri di Montebello (8º)
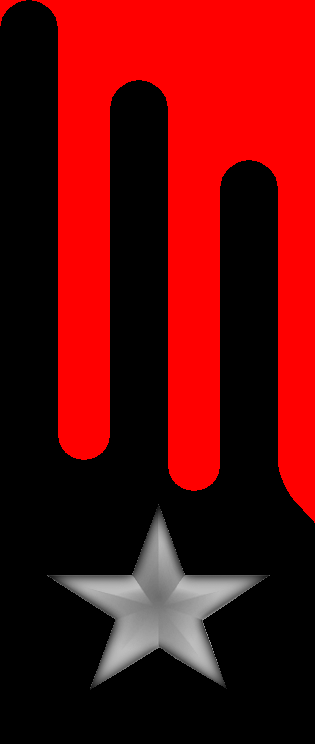
Cavalleggeri di Lodi (15º)
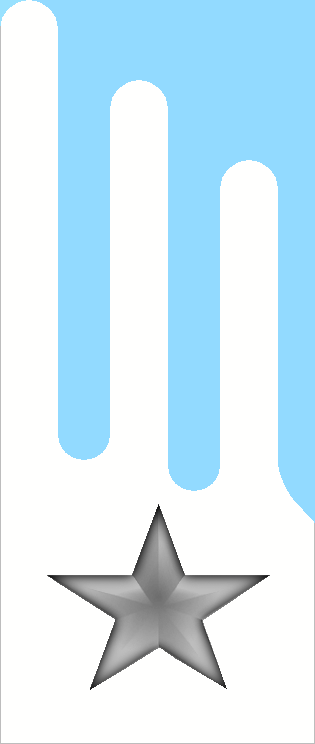
Cavalleggeri Guide (19º)
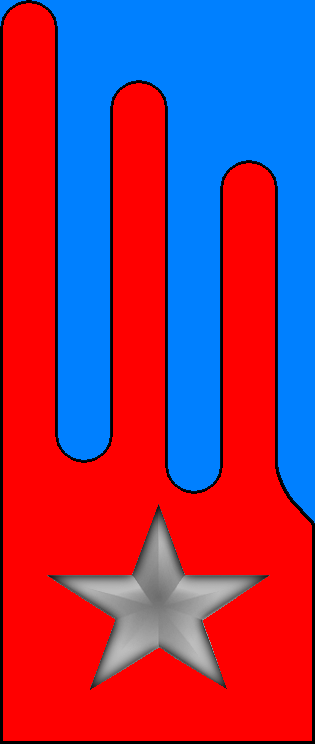
Cavalleggeri di Treviso (28°)
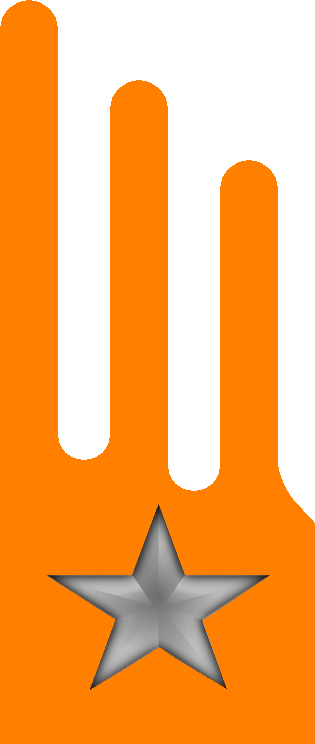
Cavalleria fuori corpo
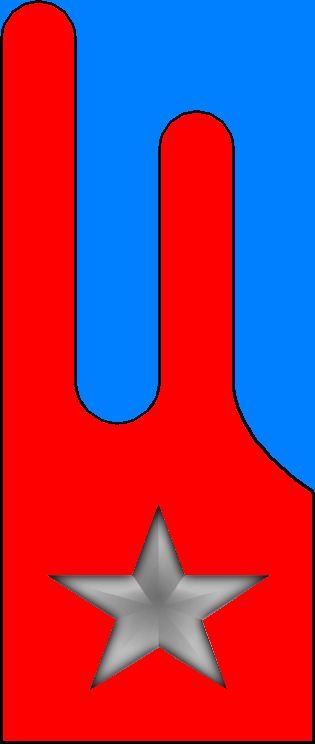
Carristi (i carristi conservano la mostreggiatura anche quando fuori corpo).

## Reparti storici

Squadrone del Reggimento Lancieri di Milano in Tessaglia-Grecia, nel 1942

- Cavalleria Nazionale
  -  Reggimento "Nizza Cavalleria" (1º) dal 1690 ad oggi, ex Cavalleggeri del Piemonte (1814-1832);
  -  Reggimento "Piemonte Cavalleria" (2º) dal 1692 ad oggi, già Piemonte Reale Cavalleria;
  -  Reggimento "Savoia Cavalleria" (3º) dal 1692 ad oggi (1950-1958 "Gorizia Cavalleria");
  -  Reggimento "Genova Cavalleria" (4º) dal 1683 ad oggi, ex Dragoni del Genovese (1821-1832), ex Dragoni del Re (1814-1821), ex Dragoni di Sua Maestà (1713-1806?), ex Dragoni di Sua Altezza Reale (1683-1713);
  -  Reggimento "Lancieri di Novara" (5º) dal 1828 ad oggi, ex Cavalleggeri di Novara (dal 1852), ex Novara Cavalleria (1832-1852), ex Dragoni di Piemonte (1690-1806? e 1828-1832);
  -  Reggimento "Lancieri di Aosta" (6º) dal 1774 ad oggi;
  -  Reggimento "Lancieri di Milano" (7º) dal 1859 al 1989;
  -  Reggimento "Lancieri di Montebello" (8º) dal 1859 ad oggi;
  -  Reggimento "Lancieri di Firenze" (9º) dal 1753 al 1995;
  -  Reggimento "Lancieri di Vittorio Emanuele II" (10º) dal 1859 al 1943;
  -  Reggimento "Cavalleggeri di Foggia" (11º) dal 1863 al 1920;
  -  Reggimento "Cavalleggeri di Saluzzo" (12º) dal 1848 al 1990, ex 7º Cavalleria (1848-1850), ex Dragoni Lombardi (1832-1848);
  -  Reggimento "Cavalleggeri di Monferrato" (13º) dal 1850 al 1943;
  -  Reggimento "Cavalleggeri di Alessandria" (14º) dal 1850 al 1979;
  -  Reggimento "Cavalleggeri di Lodi" (15º) dal 1859 al 1995, ricostituito nel dicembre 2019 in Foggia al posto del soppresso 31º Rgt carri;
  -  Reggimento "Cavalleggeri di Lucca" (16º) dal 1859 al 1943;
  -  Reggimento "Cavalleggeri di Caserta" (17º) dal 1863 al 1919;
  -  Reggimento "Cavalleggeri di Piacenza" (18º) dal 1859 al 1919, ex "Reggimento Ussari di Piacenza" dal 1860 al 1871;
  -  Reggimento "Cavalleggeri Guide" (19º) dal 1859 ad oggi;
  -  Reggimento "Cavalleggeri di Roma" (20º) dal 1871 al 1919;
  -  Reggimento "Cavalleggeri di Padova" (21º) dal 1883 al 1919;
  -  Reggimento "Cavalleggeri di Catania" (22º) dal 1883 al 1919;
  -  Reggimento "Cavalleggeri di Umberto I" (23º) dal 1887 al 1919;
  -  Reggimento "Cavalleggeri di Vicenza" (24º) dal 1887 al 1919;
  -  Reggimento "Lancieri di Mantova" (25º) dal 1909 al 1919;
  -  Reggimento "Lancieri di Vercelli" (26º) dal 1909 al 1919;
  -  Reggimento "Cavalleggeri di Aquila" (27°) dal 1909 al 1919;
  -  Reggimento "Cavalleggeri di Treviso" (28º) dal 1909 al 1991, ricostituito nell'ottobre 2022 a Gorizia come Reparto Comando e Supporti Tattici della Brigata di cavalleria "Pozzuolo del Friuli";
  -  Reggimento "Cavalleggeri di Udine" (29º) dal 1909 al 1919;
  -  Reggimento "Cavalleggeri di Palermo" (30º) dal 1915 al 1943;
  -  Reggimento "Cavalleggeri di Sardegna" dal 1726 al 1944, ex Cacciatori Reali di Sardegna (1819-1821), ex Dragoni di Sardegna (1726-1808);
  - Guide a cavallo di Garibaldi 1859 (una Compagnia) e 1866 (due Squadroni);
  - Gruppi Carri Veloci dal 1934 al 1943
    - I Gruppo Squadroni C.V. "San Giusto", ex "San Martino"
    - II Gruppo Squadroni C.V. "San Marco"
    - III Gruppo Squadroni C.V. "San Giorgio"
    - IV Gruppo Squadroni C.V. "Duca degli Abruzzi"
    - V Gruppo Squadroni C.V. "Baldissera" per A.O.I. (approntato a cura del Reggimento Carri Armati di Bologna)

  - Gruppo Squadroni Nazionali d'Africa "Cavalieri di Neghelli" dal 1937 al 1941, ex Raggruppamento Mitraglieri Autocarrato di Cavalleria (1935-36), ex Raggruppamento Celere "Cavalieri di Neghelli" (1937)
- Cavalleria Coloniale
  - Eritrea ed Africa Orientale Italiana
    - 1º Squadrone Cavalleria Coloniale dell'Asmara "Penne di Falco" dal 1887 al 1941
    - 2º Squadrone Cavalleria Coloniale di Cheren "Penne di Falco" dal 1887 al 1941
    - Gruppi Squadroni Cavalleria Coloniale dell'Africa Orientale (1º, 4º, 8º, 11º, 13º e 16º dello Scioa; 2º, 9º e 15º dell'Eritrea; 3º, 5º, 10º e 14º dell'Amhara, 6º e 12º dell'Harrar, 7º del Galla e Sidama) dal 1936 al 1941
    - Bande[8] di Cavalleria Coloniale dell'Africa Orientale (Banda dell'Amhara o Flamini, Banda del Buriè o Pastore, Banda del Gallabi o Licastro, Banda dell'Uolkitti o Crepa, Banda dell'Uolamo o Brancati, Banda dell'Auasc o Martinez)

  - Tripolitania, Cirenaica e Libia
    - Squadroni Savari della Tripolitania (numerati da 1º a 7º) dal 1915 al 1943
    - Squadroni Savari della Cirenaica (numerati da 4º a 8º)
    - Gruppi Squadroni Spahis della Tripolitania, dal 1929 della Cirenaica (numerati da 1º a 4º)
    - Gruppi Squadroni Sahariani della Tripolitania[9] (numerati da 1º a 7º)
    - Squadroni Meharisti della Cirenaica (numerati da 1º a 4º)
- Carristi
  - 1ª Batteria autonoma carri d'assalto (1918-22)
  - Compagnia autonoma carri d'assalto, poi Compagnia carri d'assalto (1922-23)
  - Reparto Carri Armati (su 2 gruppi carri armati, 1923-26)
  - Centro Formazione Carri Armati (1926-27)
  - 1ª e 2ª Squadriglia Autoblindomitragliatrici della Tripolitania (1926-1934) (trasferite in Somalia il 27 dicembre 1934 dopo essere state trasformate in compagnie carri d'assalto, Vds. più sotto)
  - Reggimento Carri Armati (su 5 battaglioni carri armati, 1927-34)
    - Battaglione autoblindo motomitraglitrici (Gruppo carri veloci, maggio 1931)
    - Gruppo Carri veloci (su CV 29, 1932-35)
    - Squadrone carri veloci E.I., per l’Eritrea (su carri Ansaldo mod. 33, 14 luglio 1934)
    - Squadrone speciale carri veloci, per la Somalia (su carri Ansaldo mod. 33, assegnato al IV gruppo c.v. "Duca degli Abruzzi" con l'ordinativo di 11º squadrone c.v., 31 dicembre 1934)
    - V Gruppo carri veloci “Baldissera”, per l’Eritrea (su carri Ansaldo mod. 35,14 marzo 1935)
    - 1ª Sezione autoblindo Fiat 611, per la Somalia (su Fiat 611, 14 maggio 1935)
    - 1ª Squadriglia speciale autoblindo S, per la Somalia (su Lancia 1ZM, 8 agosto 1935)
    - XX battaglione carri d’assalto “Randaccio” (per l’Eritrea e successivamente inviato anche in Somalia, su carri Ansaldo mod. 35, 01 agosto 1935);
    - XXI battaglione carri d’assalto “Trombi” per la Libia (su carri Ansaldo 1935, 16 settembre 1935)
    - XXII battaglione carri d’assalto “Coralli”, per la Libia (su carri Ansaldo 1935, 16 settembre 1935)
    - XXIII battaglione carri d’assalto “Stennio”, (per divisione motorizzata, 29 novembre 1935)
    - XXXI battaglione carri d’assalto “Cerboni” (per brigata meccanizzata (inquadrato nel 5º rgt. bersaglieri, 29 novembre 1935)
    - XXXII battaglione carri d’assalto “Battisti”, (per la Libia, 29 novembre 1935)
    - 1ª e 2ª Compagnia carri d’assalto “S”, per la Somalia (carri Ansaldo mod. 35, 22 dicembre 1935)
    - Battaglione autoblindo “Casali”, per l’Eritrea (su Lancia 1ZM e motomitragliatrici Guzzi, 16 gennaio 1936)
    - 2ª Squadriglia speciale autoblindo “S”, per la Somalia (su Lancia 1ZM, 7 marzo 1936)
    - I battaglione carri d’assalto “Ribet” (maggio 1936)
    - II battaglione carri d’assalto “Berardi” (maggio 1936)
    - III battaglione carri d’assalto “Paselli” (maggio 1936)
    - IV battaglione carri d’assalto “Monti” (maggio 1936)
    - V battaglione carri d’assalto “Suarez” (in seguito ribattezzato “Venezian”, maggio 1936)
    - VI battaglione carri d’assalto “Lollini” (maggio 1936)
    - VII battaglione carri d’assalto “Vezzani” (maggio 1936)
    - VIII battaglione carri d’assalto “Bettoia” (maggio 1936)
    - IX battaglione carri d’assalto “Guadagni” (maggio 1936)
    - X battaglione carri d’assalto “Menziger” (maggio 1936)
    - XI battaglione carri d’assalto “Gregorutti” (maggio 1936)
    - XII battaglione carri d’assalto “Cangialosi” (maggio 1936)
    - Compagnia carri d’assalto per il Corpo d’Armata della Sardegna (in seguito elevato a XIII battaglione carri leggeri, maggio 1936)
    - Compagnia meccanizzata per il Comando Presidio di Zara (maggio 1936)
    - Compagnia complementi per il 2º reggimento Bersaglieri (maggio 1936)

  - 1º Reggimento fanteria carrista (Vercelli, 15 settembre 1936)
  - 2º Reggimento fanteria carrista (Verona, 15 settembre 1936 soppresso nel 1938 per cambio di denominazione)
  - 3º Reggimento fanteria carrista (Bologna, per trasformazione del Reggimento Carri Armati, 15 settembre 1936)
  - 4º Reggimento fanteria carrista (Roma, 15 settembre 1936)
  - Raggruppamento carri d'assalto e autoblindo C.T.V. (11 febbraio 1937, poi Raggruppamento Reparti Specializzati, infine Raggruppamento carristi, 25 aprile 1937-38)
  - 31º Reggimento fanteria carrista (per la divisione corazzata "Centauro", Siena 1937)
  - 32º Reggimento fanteria carrista (per trasformazione del 2º Reggimento fanteria carrista, destinato alla divisione corazzata "Ariete", Verona 1938)
  - 33º Reggimento fanteria carrista (per la divisione corazzata "Littorio", Parma 1939)
  - 131º Reggimento fanteria carrista (su carri francesi R35 e S35, Siena 1941)
  - 132º Reggimento fanteria carrista (su carri M 13/40, Africa Settentrionale 1941 e poi Sardegna, 1944)
  - 133º Reggimento fanteria carrista (su carri M 14/41, Pordenone 1941)
- Dal 1939 al 1944 la specialità carristi, attraverso i 6 depositi reggimentali, ha immesso in linea in tutti gli scacchieri di guerra (eccezion fatta per il fronte russo) i seguenti reparti (senza contare i battaglioni complementi):
  - LX battaglione carri d'assalto (per la divisione di fanteria Sabratha, in Libia, ottenuto per trasformazione del XX btg. c.d'a.)
  - LXI battaglione carri d'assalto (per la divisione di fanteria Cirene, in Libia, ottenuto per trasformazione del XX btg. c.d'a.)
  - LXII battaglione carri d'assalto (per la divisione di fanteria Sirte, in Libia)
  - LXIII battaglione carri d'assalto (per la divisione di fanteria Marmarica, in Libia)
  - I battaglione carri M11/39 (Libia)
  - II battaglione carri M 11/39 (Libia)
  - 321ª compagnia speciale carri M 11/39 (Africa Orientale)
  - 322ª compagnia speciale carri M 11/39 (Africa Orientale)
  - CCCXII Battaglione misto per l'Egeo (Dodecaneso)
  - III battaglione carri M 13/40 (Africa Settentrionale)
  - IV battaglione carri M 13/40 (Africa Settentrionale)
  - V battaglione carri M 13/40 (Africa Settentrionale)
  - VI battaglione carri M 13/40 (Africa Settentrionale)
  - VII battaglione carri M 13/40 (Africa Settentrionale)
  - VIII battaglione carri M 13/40 (Africa Settentrionale)
  - IX battaglione carri M 13/40 (Africa Settentrionale)
  - X battaglione carri M 14/41 (Africa Settentrionale)
  - XI battaglione carri M 14/41 (Africa Settentrionale)
  - XII battaglione carri M 14/41 (Africa Settentrionale)
  - XIII battaglione carri M 14/41 (Africa Settentrionale)
  - XIV battaglione carri M 14/41 (Africa Settentrionale)
  - XV battaglione carri M misto (Africa Settentrionale)
  - XVI battaglione carri M misto (Tunisia/Sardegna)
  - XVII battaglione carri M misto (Tunisia)
  - XVIII battaglione carri M misto 15/42 (territorio nazionale)
  - XIX battaglione carri M misto 15/42 (territorio nazionale)
  - XX battaglione carri M 13/40 (ottenuto per trasformazione del battaglione carri d'assalto pari numero, 1941 Africa Settentrionale)
  - XXI battaglione carri M 13/40 (ottenuto per trasformazione del battaglione carri d'assalto pari numero, 1941 Africa Settentrionale)
  - LI battagione carri M 13/40 (Africa settentrionale)
  - LII battaglione carri M 14/41 (Africa settentrionale)
  - C battaglione carri R35 (Sicilia)
  - CI battaglione carri R35 (Sicilia)
  - CC battaglione carri S35 (Sardegna)
  - I battaglione semoventi controcarro da 47/32 (Tunisia)
  - IV battaglione semoventi controcarro da 47/32 (Sicilia)
  - IX battaglione semoventi controcarro da 47/32 (Napoli)
  - XX battaglione semoventi controcarro da 47/32 (Corsica)
  - CI battaglione semoventi controcarro da 47/32 (Tunisia)
  - CXXI battaglione semoventi controcarro da 47/32 (Siena)
  - CXXII battaglione semoventi controcarro da 47/32 (Verona)
  - CXXXI battaglione semoventi controcarro da 47/32 (Corsica)
  - CXXXII battaglione semoventi controcarro da 47/32 (Grecia)
  - CXXXIII battaglione semoventi controcarro da 47/32 (Sicilia)
  - CXXXIV battaglione semoventi controcarro da 47/32 (Sicilia)
  - CXXXVI battaglione semoventi controcarro da 47/32 (Tunisia)
  - CCXIV battaglione semoventi controcarro da 47/32 (Siena)
  - CCXXX battaglione semoventi controcarro da 47/32 (Sicilia)
  - CCXXXII battaglione semoventi controcarro da 47/32 (Parma)
  - CCXXXIII battaglione semoventi controcarro da 47/32 (Sicilia)
  - CXXXV battaglione semoventi controcarro da 75/34 (assegnato alla Divisione corazzata Ariete II)
  - LVII battaglione semoventi controcarro da 75/34 (Parma)
  - LI battaglione carri leggeri (Taviano)
- Cavalleria dell'Aria dal 1999 al 2003 (in seguito tornata Specialità autonoma col nome originario di "Aviazione dell'Esercito")
  -  1º Reggimento Cavalleria dell'Aria "Antares"
  -  2º Reggimento Cavalleria dell'Aria "Sirio"
  -  4º Reggimento Cavalleria dell'Aria "Altair"
  -  5º Reggimento Cavalleria dell'Aria "Rigel"
  -  7º Reggimento Cavalleria dell'Aria "Vega"
  -  1º Reggimento di Sostegno Cavalleria dell'Aria "Idra"
  -  2º Reggimento di Sostegno Cavalleria dell'Aria "Orione"
  -  3º Reggimento di Sostegno Cavalleria dell'Aria "Aquila"
  -  4º Reggimento di Sostegno Cavalleria dell'Aria "Scorpione"

## Preghiera del "Cavaliere di linea"
Fa che come Lui, senza timore ma con nobile fierezza, professiamo sempre e dovunque la nostra fede e che, fedeli al Giuramento, buttando il cuore oltre le difficoltà ed i pericoli, all'ombra dello Stendardo, serviamo in umiltà di mente e di cuore la nostra Patria.
Fa che nella nostra vita fulgide brillino la lealtà, la cortesia, la generosità, la signorilità e l'amore: quelle caratteristiche che, inconfondibili, abbiamo ereditato dai nostri Eroi.
E concedi, benigno, che la fedeltà a questi ideali - come per il nostro speciale Patrono San Giorgio - sia un giorno giusto titolo per cingere la corona della gloria e della celeste felicità.»

## Preghiera del "Carrista"
A te onnipotente Iddio, Signore del Cielo e della Terra, noi uomini d’arme eleviamo la nostra preghiera.
Gran Dio, cui obbediscono il ghibli ed il sole cocente, benedici i Carristi che riposano sotto la sabbia infuocata.
Dio della Gloria, accogli nella Tua pace le spoglie di coloro che, prima del mortale spasimo, conobbero il tormento dell’arsura.
Dio della potenza, esalta nella Tua gloria il valore dei nostri Caduti, tempra i nostri cuori e rendili più forti dell’acciaio che corazza i nostri carri.
Dio della pace e della bontà, benedici la nostra Patria, le nostre case i nostri carri.
Benedici, o Signore.

## Onorificenze allo Stendardo dell'Arma di Cavalleria
Lo Stendardo dell'Arma di Cavalleria, custodito dal 23 marzo 1982 presso la Scuola di Cavalleria, è decorato delle seguenti onorificenze:
 1 Croce di Cavaliere dell'Ordine militare d'Italia (già dell'Ordine militare di Savoia)
 1 Medaglia d'oro al valor militare